# Frank Scheermesser

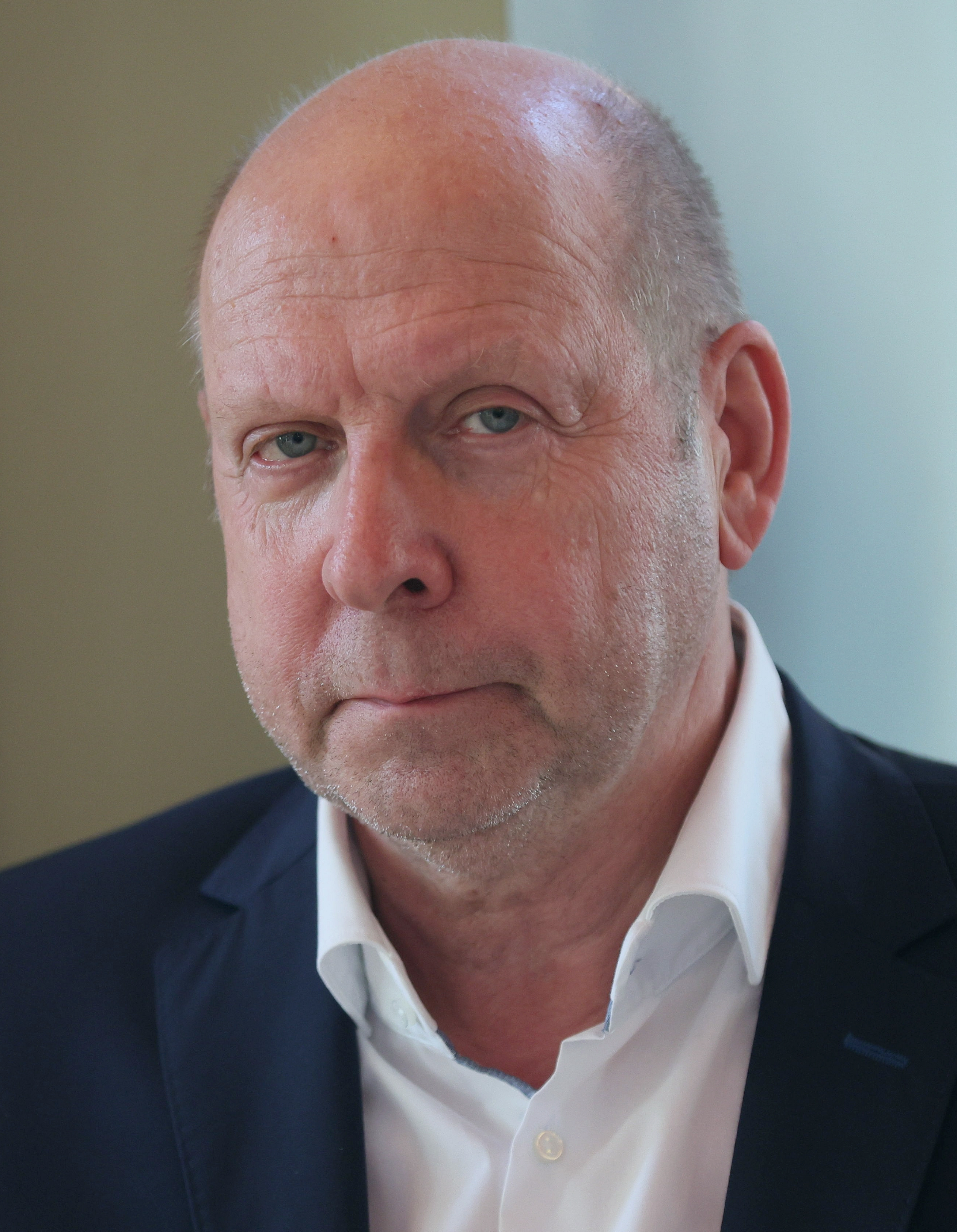
Frank Scheermesser (2025)

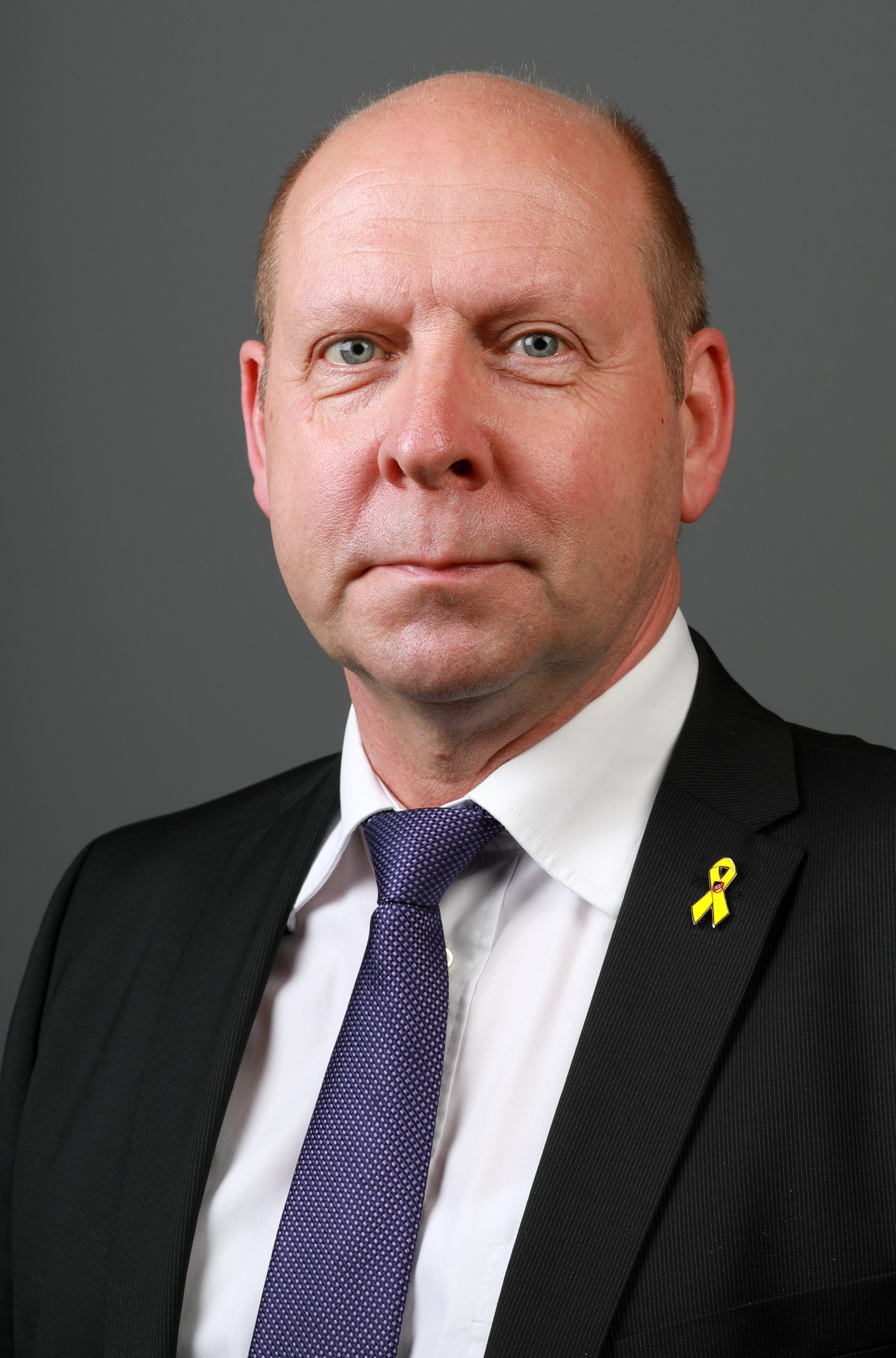
Frank Scheermesser (2017)

Frank Scheermesser (* 1958 in Königstein) ist ein deutscher Politiker (AfD). Er ist seit 2025 erneut Mitglied des Berliner Abgeordnetenhauses, dem er bereits von 2016 bis 2021 angehörte.

## Leben

### Ausbildung
Frank Scheermesser wurde 1958 in Königstein (Sächsische Schweiz) geboren und studierte später Maschinenbau in Sachsen. Nach dem Mauerfall zog Scheermesser nach Berlin-Kreuzberg, wo er begann als selbstständiger Immobilienmakler zu arbeiten.

### Politisches Engagement
1984 trat Scheermesser der Ost-CDU bei und war über die Wende hinweg 17 Jahre Mitglied der Partei. 2001 wechselte er zur FDP und verblieb bis 2009 bei den Liberalen. 2013 trat er Scheermesser der Alternativen für Deutschland bei und gründete den Bezirksverband Friedrichshain-Kreuzberg mit. Nach eigener Aussage sei er „liberal-konservativ.“ Gemeinsam mit Heike Rubert klagte Scheermesser vor dem Schiedsgericht der Partei gegen die Vorstandswahlen der Berliner AfD im Januar 2016 wegen des Verdachts auf Wahlbetrug.
Scheermesser kandidierte 2016 für die Berliner Wahl zum Abgeordnetenhaus wie auch die Bezirksverordnetenversammlung (BVV) Friedrichshain-Kreuzberg für die AfD. Der Berliner Landesverband wählte ihn auf Platz 19 der Landesliste, im Bezirk hatte er den ersten Kandidatenplatz inne. Seine thematischen Hauptschwerpunkte waren Videoüberwachung an Kriminalitätsschwerpunkten, wie dem Görlitzer Park und das RAW-Gelände, sowie der verstärkte Kampf gegen Drogenkriminalität durch von mehr Polizeipräsenz. Während des Wahlkampfes beklagte Scheermesser Anfeindungen und Gewalt gegen ihn, unter anderem sei ihm mit einer Flasche auf den Kopf geschlagen worden.
Nachdem die AfD bei der Abgeordnetenhauswahl 2016 rund 14 Prozent der Wählerstimmen gewann, errang auch Scheermesser über die Landesliste ein Mandat für das Landesparlament. Seitdem ist er Mitglied der AfD-Fraktion im Berliner Abgeordnetenhaus. Zudem gewann die AfD 5,6 Prozent der Stimmen zur Wahl der BVV Friedrichshain-Kreuzberg. Da in Berlin nur eines dieser Mandate gleichzeitig ausgeübt werden kann, verzichtete Scheermesser auf das Mandat im Bezirk.
Bei der Abgeordnetenhauswahl 2021 verlor er sein Mandat. Am 27. März 2025 rückte er für Ronald Gläser ins Abgeordnetenhaus nach.

### Leben
Scheermesser ist geschieden.